# Estadio El Llanito
El Estadio el Llanito es un estadio de fútbol en Cihuatlán, Jalisco, que ha albergado al Deportivo Cihuatlán, se construyó en 1998 tras la necesidad de un estadio en la ciudad.
El Deportivo Cihuatlán logró durante un periodo de cinco años, ascender desde la Tercera División a la Primera A, el equipo de Barra de Cihuatlán disputó muy pocos partidos y al no tener aceptación se terminó por ir, posteriormente continuó con el fútbol de segunda división con la llegada de los Académicos del Atlas, equipo que se adaptó a la altura, después de su llegada, le tomó un año para después lograr su ascenso a Primera A.
Para el ascenso a Primera A, la directiva le colocó una ampliación a una de las partes de la cabecera norte con una capacidad de 1000 aficionados.
Actualmente "El Llanito" tiene al equipo de tercera división del Atlético Cihuatlán que está empezando a hacer su historia, trascendiendo rápidamente y marcando superioridad tal como la mostraron sus antecesores vistiendo la camiseta rojiblanca.
En la temporada anterior el Atlético Cihuatlán ascendió a la segunda división profesional tras derrotar a itzaes.
Un grupo unido que rápidamente se ha acoplado a segunda, ocupando hasta la jornada 7, del torneo de apertura 2007 el 3.er lugar de la tabla.

## Eventos
El primer evento que se realizó en la cancha del Llanito fue el encuentro beneficio del sismo de 1995 en el municipio, con la participación del equipo Titular de las Chivas del Guadalajara y el primer combinado del Cihuatlán, terminando el encuentro con un marcador de 4-2.
- Datos: Q5847922